# Всходы (Вологодская область)
Всхо́ды — опустевшая деревня в Шекснинском районе Вологодской области России.
Входит в состав сельского поселения Сиземского (с 1 января 2006 года по 8 апреля 2009 года входила в Еремеевское сельское поселение), с точки зрения административно-территориального деления — в Еремеевский сельсовет.
Расстояние до районного центра Шексны по автодороге — 35 км, до центра муниципального образования Чаромского по прямой — 10 км. Ближайшие населённые пункты — Матвеевское, Ирма, Андрюшино, Виноградово, Пыряево.
По данным переписи в 2002 году постоянного населения не было.